# Chuang Chua
Chuang Chua (čínsky pchin-jinem Huáng Huá, znaky zjednodušené 黄花, tradiční 黃華; 25. ledna 1913 – 24. listopadu 2010) byl komunistický revolucionář, politik a významný diplomat. V letech 1976–1982 působil jako ministr zahraničí a od roku 1980 do roku 1982 jako místopředseda vlády, poté byl do roku 1983 státním poradcem vlády. Pomáhal při navazování diplomatických styků Čínské lidové republiky se Spojenými státy, roku 1978 podepsala Čína dohodu o přátelství s Japonskem a od také se účastnil jednání s Velkou Británií, kde se probíral status Hongkongu.

## Život
Chuang Chua, původním jménem Wang Žu-mej, se narodil v provincii Che-pej roku 1913. Byl jeden z prvních studentů na Jenčchingské univerzitě v Pekingu, kde se naučil skvěle mluvit anglicky. V roce 1936 vstoupil do Komunistické strany Číny v Jen-čchingu a změnil si jméno na Chuang Chua. Ještě téhož roku doprovázel amerického novináře Edgarda Snowa, který byl pozván Mao Ce-tungem, na základnu v Jen-anu. Edgard Snow napsal později Red Star Over China. Chuang Chua v Jen-anu po návštěvě Edgarda Snowa zůstal i nadále a pracoval pro Ču Tea, později pro Jie Ťien-jinga.
Výborná znalost angličtiny zajistila po založení ČLR Chuang Chuaovi pozici na ministerstvu zahraničí. Podílel se na diskuzi o příměří v Koreji v roce 1953, podílel se na navázání vztahů se Spojenými státy a též byl i při vstupu Číny do OSN v roce 1971.
Během šedesátých let Chuang strávil většinu času v Ghaně jako velvyslanec, poté v Egyptě. V době kulturní revoluce se vrátil domů, byl spolu i se svou manželkou zatčen a vykázán na venkov k nuceným pracím. Vyhnanství netrvalo dlouho, protože byl rehabilitován a také jmenován prvním velvyslancem ČLR v OSN. Od roku 1971 byl prvním stálým zástupcem OSN. Dne 12. srpna 1978 podepsal Dohodu o míru a přátelství s japonským ministrem Sonodou. V roce 1976 po smrti Mao Ce-tunga byl ministr zahraničí, Čchiao Kuan-chua, propuštěn z funkce a Chuang byl jmenován jeho nástupcem. V úřadu také předsedal oficiálnímu navázání diplomatických vztahů s USA.
Byl dlouholetým členem ústředního výboru KS Číny (1973–1987). Po odchodu z vlády zastával funkci místopředsedy stálého výboru Všečínského shromáždění lidových zástupců (1983–1988), byl členem stálého výboru ústřední poradní komise KS Číny (1987–1992).
Chuang Chua zemřel v roce 2010 v 97 letech na selhání plic a ledvin.